# シドニー・ドレル
シドニー・デイヴィッド・ドレル (Sidney David Drell, 1926年9月13日 - 2016年12月21日) はアメリカ合衆国の理論物理学者、軍備管理の専門家
。
逝去時は, SLAC国立加速器研究所の名誉教授でスタンフォード大学フーヴァー研究所の上級研究員であった。
量子電磁力学と素粒子物理学に顕著な貢献がある。
ヒッグス粒子の発見にも用いられたドレル・ヤン過程に名を遺している。

## 生涯
1926年9月13日ニュージャージー州アトランティックシティに生まれる
。
1943年アトランティックシティ・ハイスクールを16歳で卒業し

、
プリンストン大学に1943年7月に入学した。

大学三年のときにヨセフ・マリア・ヤオホに指導を受け、
大学卒業論文はジョン・ホイーラーの指導の下で作成した"Radiating Electrons"(「輻射する電子」)であった  
 。
1946年物理学の学士号をプリンストン大学で取得した
 。
1947年修士号を、1949年に博士号をイリノイ大学アーバナ・シャンペーン校で取得した。
ジェームズ・ビョーケンと共に教科書Relativistic Quantum Mechanics(「相対論的量子力学」)とRelativistic Quantum Fields(「相対論的量子場の理論」)を著したことでも知られる。

アメリカ政府の科学顧問として積極的に活動していたドレルは、JASONの創設メンバーの一人であり
、
ロスアラモス国立研究所の運営会社であるLos Alamos National Securityの理事会のメンバーでもあった
。
核軍備管理の専門家であり、Center for International Security and Arms Control(現Center for International Security and Cooperation)の創設者の一人であった。
また、スタンフォード大学のフーヴァー研究所の上級研究員を務め、プリンストン高等研究所の名誉評議員(trustee Emeritus)でもあった。
シドニー・ドレルの子には、 SLAC国立加速器研究所所長、スタンフォード大学工学部学部長、スタンフォード大学学長を歴任したPersis Drell、
リッチモンド大学歴史学部教授のJoanna Drell
、
アメリカ合衆国エネルギー省でプログラムオフィサーを務めるDaniel Drellがいる。
2016年12月カリフォルニア州パロ・アルトの自宅にて90歳で死去した
。

## 受賞歴など
- アーネスト・ローレンス賞 1972年
- リヒトマイヤー記念賞 1978年
- ポメランチュク賞 1998年
- エンリコ・フェルミ賞 2000年
- National Intelligence Distinguished Service Medal, 2001年
- Heinz Award for Public Policy 2005年
- ランフォード賞 2008年
- アメリカ国家科学賞 2011年 (2013年2月1日にバラク・オバマ大統領より授与)
- 米国科学アカデミー会員 (1969)[8]
- アメリカ芸術科学アカデミーフェロー (1971)[9]
- アメリカ哲学協会会員 (1987)[10]